# Hamster russe
Phodopus sungorus
Pour les articles homonymes, voir Hamster (homonymie).
 (décembre 2018).
Espèce
Statut de conservation UICN

 LC  : Préoccupation mineure
Le Hamster russe (Phodopus sungorus) est une espèce de petits mammifères qui fait partie des rongeurs de la famille des Cricetidae. C'est un hamster nain originaire des steppes d'Asie centrale, à dos rayé et à couleur variable en hiver. En Europe, il est souvent adopté comme animal de compagnie.
Le Hamster russe est aussi appelé Hamster de Dzoungarie, Hamster nain de Djoungarie et Winter white en anglais.

## Description de l'espèce
Seule une observation attentive permet de distinguer le hamster russe des deux autres espèces de hamsters du genre Phodopus.
Caractéristiques:
- Poids adulte : de 50 à 90 g. Le mâle est en général plus gros que la femelle. Le poids du hamster russe évolue aussi en fonction de la durée du jour : lorsque les jours raccourcissent, le hamster russe perd du poids[4] ;
- Longueur adulte (sans la queue) : de 4 a 8 cm[réf. nécessaire]
- Longueur de la queue : 4 à 5 mm ;

Comme les autres hamsters nains, le hamster russe a quatre doigts aux pattes avant et cinq aux pattes arrière. Le cinquième doigt est atrophié au point d’être presque invisible.
Les pattes et doigts sont couverts de fourrure. Malgré ses grands yeux, il ne voit pas bien, en particulier de jour. En revanche, le placement de ses yeux et leur taille lui permettent de voir dans quasiment toutes les directions.
Il a l’ouïe fine et peut même entendre certains ultrasons, tout comme les chiens.
Le hamster russe mâle possède, comme le Hamster de Campbell, une glande ventrale visible dont il utilise les sécrétions pour marquer son territoire et deux abajoues dont il se sert pour transporter la nourriture qu’il ne consomme pas immédiatement.
Les abajoues sont des protrusions de la muqueuse buccale qui s'étendent presque jusqu'aux pattes arrière et permettent au hamster d'emmagasiner sa nourriture dans son terrier.

## Habitat et comportement dans la nature

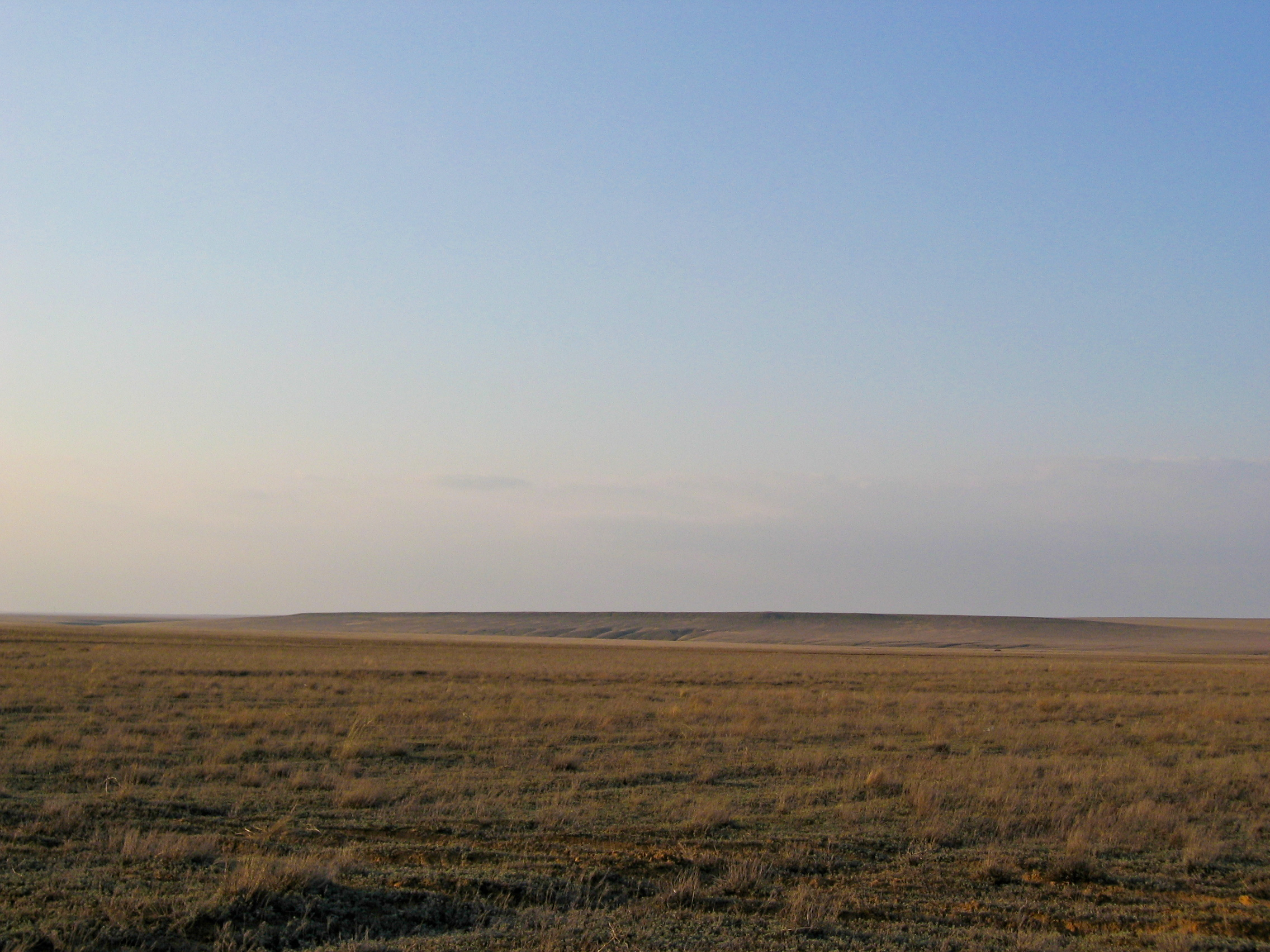
Paysage de steppe au Kazakhstan, l'habitat naturel du hamster russe.

À l'état sauvage , le Hamster russe vit dans des steppes et des formations végétales semi-arides d’Asie centrale.
Il est originaire des déserts de sable jusqu'aux steppes de Sibérie et du Kazakhstan, où les températures descendent jusqu’à −20 °C et où il ne tombe qu’un peu plus de 300 mm d’eau par an. Ainsi le hamster russe et le hamster de Campbell ne peuvent pas se côtoyer dans la nature.
Le hamster russe est un animal essentiellement nocturne, même s’il lui arrive d’avoir de courtes périodes d’activité pendant la journée. C’est en novembre que le hamster russe est le plus actif. Il est le moins actif en février et mars. Dans son milieu naturel, le hamster russe court moins longtemps et moins loin que le hamster de Campbell .

### Reproduction
Le hamster russe est une espèce nidicole : il fait des nids dans lesquels les petits naissent nus et aveugles, en général de nuit. Le nid sert aussi d’abri pour dormir. Dans son milieu naturel, le hamster russe creuse des galeries dans lesquelles il installe son nid et stocke des réserves de nourriture. Selon une étude faite en 2001, le hamster russe est capable de reproduire l’orientation de son nid lorsqu’il reconstruit celui-ci, et s’aide pour cela d’un compas magnétique.
- Durée de gestation en moyenne : 18 à 21 jours :
- Nombre de petits par portée : 2 à 12 en moyenne 6 ;
- Sevrage possible dès : 18 jours ;
- Maturité sexuelle : 28 jours environ.
- Durée de vie moyenne : 18 à 24 mois -  36 mois maximum[9].

### Interaction écologique
Parmi les prédateurs naturels du hamster russe se trouvent le Hibou grand-duc (Bubo bubo), l’Aigle des steppes (Aquila nipalensis), le faucon sacre (Falco cherrug) et le renard corsac (Vulpes corsac).

## Le hamster russe et l'Homme

### Animal de laboratoire
Le hamster russe est un sujet d'études scientifiques dans les domaines suivants :
hibernation, alimentation, l'orientation magnétique, le développement folliculaire, le diabète de type 2, etc.

### Animal de compagnie

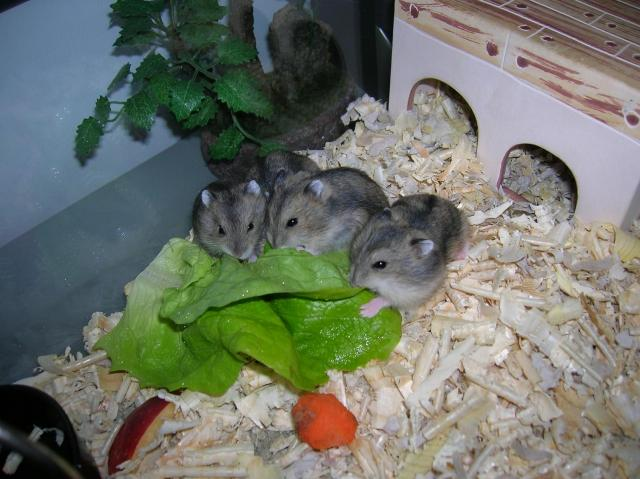
Plusieurs jeunes hamsters russes élevés en captivité.

Le hamster russe a été domestiqué en France dès les années 1970. Depuis lors, beaucoup de produits commerciaux ont été conçus spécifiquement pour eux.
En Europe, il est le plus connu et le plus répandu des hamsters nains domestiques.

#### Soins en captivité
Bien que plus petits que les autres hamsters, ces hamsters nains ont besoin de beaucoup d’espace pour se sentir à l’aise. Ce sont des animaux très actifs, qui courent et creusent beaucoup. Il faut donc à ces hamsters une cage suffisamment vaste (7 000 cm2 minimum sans les étages soit 120x60cm, 10 000cm² avec les étages de plus de 3 000cm²) pour s'ébattre et assez profonde pour contenir une litière — de préférence des copeaux de peuplier, de la litière de carton ou de cellulose en flocon. Le chanvre et le lin sont fortement déconseillés.— dont l'épaisseur leur permet de s'enfouir (30 cm minimum).
Le hamster est un rongeur omnivore, ce qui signifie que son alimentation doit contenir un apport en protéines d’origine animale en plus des graines et des végétaux.
Les hamsters nains russes, comme tous les hamsters sont strictement solitaires.

#### Élevage
En captivité, étant donné la très courte période de gestation, il serait possible à un couple, laissé ensemble en permanence, d'avoir une dizaine de portées en un an. Cependant, le nombre de portées à l’état naturel étant de 3 à 4, réparties d’avril-mai à septembre, il est souhaitable de séparer mâles et femelles à intervalles réguliers, 
de manière à ne pas soumettre les hamsters à des conditions de vie pour lesquelles ils ne sont pas adaptés. De plus, il est déconseillé de faire reproduire ce hamster avant l'âge de 4 mois, sinon cela risque de perturber sa croissance.
Cette espèce est très proche du Hamster de Campbell, mais il ne faut en aucun cas tenter de les faire se reproduire ensemble.
Les petits hamsters hybrides, croisement de Campbell et russes, sont souvent mal formés ou bien ont des problèmes génétiques comme l'infertilité. De plus, les mises-bas portent fréquemment préjudice à la mère, car le gabarit de ces espèces n'est pas exactement semblables. Celle-ci et ses bébés mourront souvent prématurément[réf. nécessaire].

##### Variétés colorées
Les hamsters russes ont une moins grande variété de couleurs que les hamsters syriens et Campbell, qui comptent une grande variété de couleurs et de marquages. En cours d'année, le hamster subit des transformations de couleur, notamment chez l'Agouti, le Mandarine et le bleu Saphir (c'est ce que l'on appelle la mue). Durant cette période, le hamster va s'éclaircir (automne) ou au contraire foncer (hiver). Cette période provoque chez le hamster une fatigue et un amaigrissement léger.
Seules deux couleurs sont actuellement reconnues dans les concours :
- Couleur « sauvage », appelé aussi « ordinaire » ou encore « agouti ». La robe est grise avec une ligne noire sur le dos ainsi que trois arcs blancs sur le côté du ventre, il a le ventre blanc ou gris ;
- Couleur « saphir » ou « bleu ». La robe est d’un gris pâle avec une ligne gris-bleu sur le dos. On a tendance à dire « saphir » pour éviter de confondre cette couleur avec la nouvelle mutation « bleu russe ».

Depuis quelques années, plusieurs mutations sont apparues mais ces couleurs ne sont pas encore reconnues pour les russes :
- Beige;
- Beige blond;
- Blanc;
- Bleu Russe;
- Brun;
- Brun aux yeux rubis
- Champagne;
- Chocolat;
- Dove
- Fauve (saumon);
- Fauve bleu (jaune bleu);
- Lilas;
- Mandarine (citron);
- Mandarine aux yeux rubis;
- Mandarine bleu (camel);
- Mandarine porteur noir;
- Noir
- Umbrous

Il existe aussi des marquages qui se combinent aux couleurs de base :
- Perle (qui va éclaircir la couleur de base) (ne pas reproduire deux gènes perles car il est létal pour les petits) ;
- Merle (qui va créer des « taches » blanches ; il existe deux types de marquage merle) ;
- Tacheté ou  Spotted  (va créer quelques petites taches blanches ou noir sur l'ensemble de la fourrure, c'est le résultat d'un croisement entre un russe et un campbell.

Il y a actuellement 3 textures de poils sur les hamsters russe :
- Le poils ras
- Le poils rex (frisé)
- Le poils wavy (ondulé ou angora)

À noter qu’il y a toujours une ligne dorsale plus foncée que la couleur de base. De plus, il existe les yeux noirs et les yeux rouges qui vont aussi influer sur la couleur définitive du hamster.
Beaucoup de ces couleurs sont à la base issues d’un croisement entre un Campbell et un russe, mais en les reproduisant pendant plusieurs générations avec des russes purs, il a été possible d’obtenir des hamsters qui ont conservé les caractéristiques de la race russe. Par contre, certaines de ces couleurs ont gardé des séquelles de ces croisements de race avec des Campbells (par exemple : le syndrome de la tête penchée chez les beiges). La plupart de ces mutations sont encore en cours de perfectionnement chez des éleveurs à l'étranger (notamment aux Pays-Bas, en Allemagne et en Angleterre).

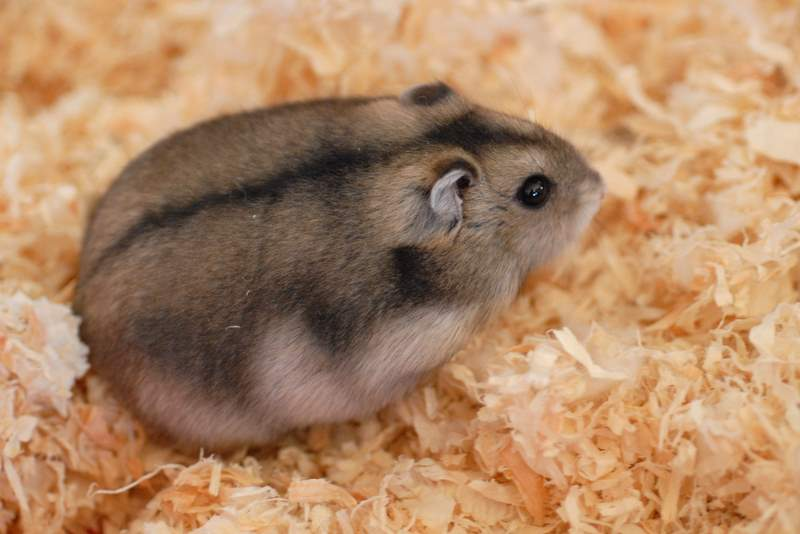
Hamster russe couleur sauvage.
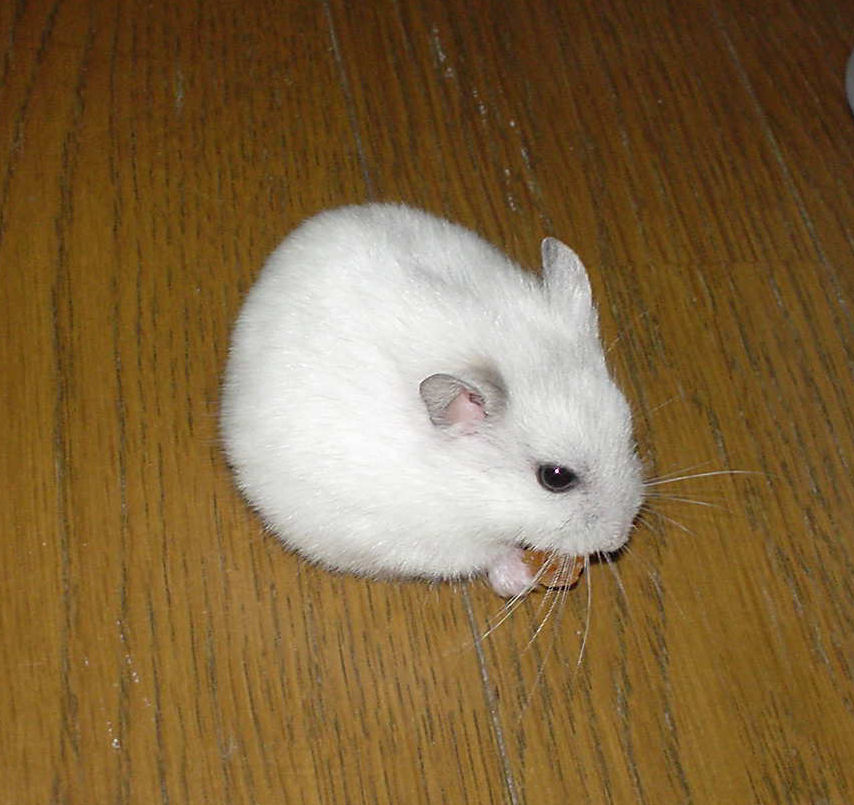
Hamster russe couleur perle.
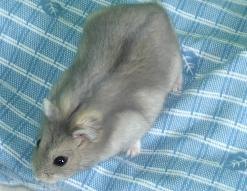
Hamster russe couleur saphir.

Dans toutes les couleurs de russes, on peut observer un changement de couleur en automne.
En effet, lorsqu’il y a une baisse de luminosité quand approche l’hiver, le pelage de ces hamsters devient de plus en plus blanc. Ce blanchiment est plus ou moins marqué selon les individus. Seule une ligne gris pâle reste parfois sur le dos. C’est aussi pour cette raison que les hamsters russes sont aussi populaires[réf. nécessaire].

#### Interaction avec l'homme
Comme l’indique P. Bartlett dans son livre, il semble que le hamster russe provoque plus d’allergies que les autres hamsters domestiques.
Il arrive aussi que ses morsures provoquent des  chocs anaphylactiques.
Étant le plus docile et sociable des hamsters nains, le Hamster russe est la deuxième espèce la plus facile à apprivoiser, après le Hamster doré. Ce ne sont pas des rongeurs naturellement agressifs, mais il ne faut pas les embêter sous risque d’être mordu.
Cette espèce naine n’est pas idéale pour les enfants à cause de sa petite taille : ils glissent facilement entre les doigts, et bien que sociables, ils sont très furtifs. De plus ils vivent presque exclusivement la nuit.